# 斯蒂芬·莫利纽克斯

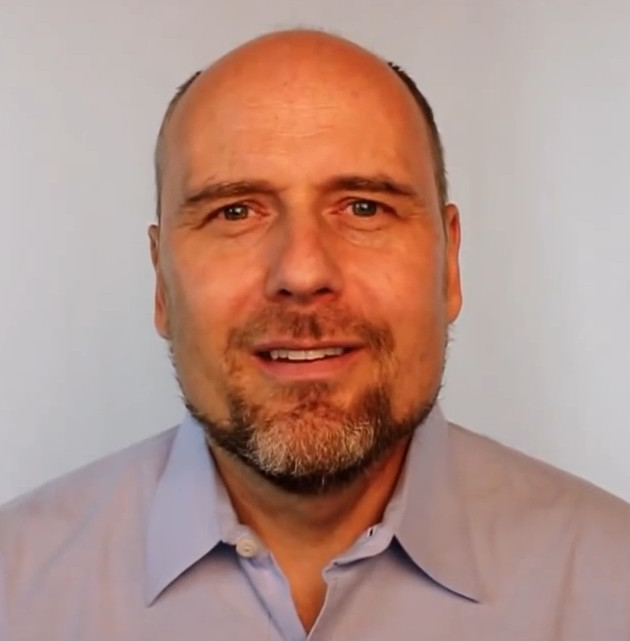
斯蒂芬·莫利纽克斯

斯蒂芬·莫利纽克斯 (英語：Stefan Basil Molyneux；1966年9月24日—）是在爱尔兰出生的加拿大白人民族主義者、播客主和陰謀論者、白人優越主義者， 科學種族主義者和男权运动者。 他是Freedomain Radio网站的创始人。 截至2020年9月，斯蒂芬·莫利纽克斯因被指违反仇恨言論政策，PayPal 、 Mailchimp 、 YouTube和SoundCloud註銷了他的賬戶。 
政客和华盛顿邮报認為他是另类右派的领军人物，而纽约时报認為他是極右派人士。  獨立報認為莫利纽克斯是“一位对种族与智力有着执念的另类哲学家”。 莫利纽克斯自称是一位哲学家和無政府資本主義者。 

## 背景
莫利纽克斯生于爱尔兰，在伦敦长大，11岁时移民加拿大。
他在多伦多约克大学格兰登学院就读。1991年，莫利纽克斯获得了麦吉尔大学历史学学士学位。 1993年，他获得多倫多大學历史学硕士学位。 

## 职业
1995年初，莫利纽克斯和他的兄弟休 (Hugh) 创立了Caribou Systems Corporation，這是一家总部位于多伦多的数据库软件提供商。该公司于2000年被出售。 